# Пеструшка Шпейера
Пеструшка Шпейера, или пеструшка уссурийская (лат. Neptis speyeri), — дневная бабочка из семейства нимфалид. Вид назван в честь Адольфа Шпейера (1812—1892) — немецкого энтомолога.

## Описание
Длина переднего крыла: самцов 24—28 мм, самок 25—29 мм. Размах крыльев 43—54 мм. Фоновый цвет крыльев чёрно-бурый. На верхней стороне крыльев имеются пятна и перевязи слегка желтоватого цвета. Центральную ячейку переднего крыла пересекает продольная полоса. Заднее крыло имеет широкую перевязь. Прикраевая перевязь на переднем крыле узкая, размытая, практически без белого цвета. Через центральную ячейку переднего крыла проходит сплошная полоса белого цвета. Перевязь из крупных пятен изогнута. Нижняя сторона крыльев крыльев яркая, контрастная — основной фон крыльев желтовато-бежевый. Тонкие поперечные линии на заднем крыле отсутствуют. Половой диморфизм не выражен — самка по окраске и рисунку не отличается от самца. Самка крупнее, с более широкими крыльями.

## Ареал
Дальний Восток России, Китай, Корейский полуостров.

## Биология
Развивается за год в одном поколении. Время лёта начинается в конце июня и продолжается до начала августа. Бабочки встречаются в широколиственных и смешанных лесах, заселяет преимущественно различные типы смешанных лесов. Кормовое растение гусениц — лещина разнолистная (Corylus heterophylla). Гусеница зимует.